# Шершов, Александр Павлович
Алекса́ндр Па́влович Шершов (24 июля 1874—7 мая 1958) — русский и советский ученый-кораблестроитель, педагог, профессор (1930), инженер-вице-адмирал (1944).
Автор ряда книг по кораблестроению и истории кораблестроения.

## Биография
Родился 24 июля 1874 года в Варшаве, в семье армейского офицера, полковника артиллерии Павла Павловича Шершова (1835—1892). Мать — Александра Любимовна Мартынова, дочь военно-морского инженера, генерал-лейтенанта Готлиба Юрьевича Мартынова.

### Служба в Российском императорском флоте
В 1892 году поступил и в 1895 году окончил кораблестроительное отделение Техническое училище Морского ведомства в Кронштадте.
В 1898 году окончил кораблестроительное отделение Николаевской морской академии и назначен помощником строителя Петербургского порта, участвовал в постройке броненосца береговой обороны «Генерал-адмирал Апраксин» в Новом Адмиралтействе.
7 мая 1901 года в чине старшего помощника кораблестроителя назначен помощником начальника статистической части кораблестроительного отделения Морского технического комитета. 14 апреля 1902 года был награждён орденом Святого Станислава 3 степени.
- 1905—1911 — старший делопроизводитель Морского технического комитета. В 1906 году произведён в младшие судостроители. В 1907 году переименован в подполковники Корпуса корабельных инженеров[5].
- 1911 — произведён в полковники Корпуса корабельных инженеров. 17 декабря 1907 года назначен членом комиссии библиотеки Морского министерства по судостроению[5].
- 1911—1912 — старший делопроизводитель Главного управления кораблестроения Морского министерства.
- С 1912 — непосредственно наблюдал за постройкой кораблей для Балтийского флота: линейных кораблей «Гангут» и «Полтава», линейных крейсеров «Бородино» и «Кинбурн». В 1916—1917 годах наблюдал в Англии за постройкой ледокола «Святогор» (в 1927 году переименован в Красин).
- 1917 — за отличия в службе произведен в генерал-майоры Корпуса корабельных инженеров.
- С 1917 — помощник начальника Главного управления кораблестроения.

### Служба в советский период
В 1922 году уволен со службы, репрессирован, сослан в Орловскую губернию.
- 1924—1931 — председатель Ленкомнаба — комиссии по наблюдению за постройкой и ремонтом кораблей. Наблюдал за постройкой и руководил испытаниями первых советских сторожевых кораблей типа «Ураган», участвовал в испытаниях новых лидеров эскадренных миноносцев «Ленинград» и «Минск».

В 1930 году присвоено ученое звание профессор. С 1931 по 1935 годы был помощником начальника факультета военного кораблестроения Военно-морской академии.
- 1935—1939 — начальник кафедры проектирования корабля Военно-морской академии.
- 1940 — присвоено звание инженер-контр-адмирал[6]. 24 марта 1944 года присвоено звание инженер-вице-адмирал.
- 1939—1947 — начальник кафедры корабельной архитектуры и проектирования корабля ВМОЛА имени К. Е. Ворошилова (ныне имени Н. Г. Кузнецова).

Умер в Ленинграде 7 мая 1958 года, похоронен на Серафимовском кладбище.

## Награды и звания
Российские:
- орден Святого Станислава 3-й степени (1902);
- орден Святого Станислава 2-й степени (1909);
- орден Святой Анны 2-й степени (1910);
- орден Святого Владимира 4-й степени (22 марта 1915);
- медали: «В память 300-летия царствования дома Романовых» (1913), «В память 200-летия морского сражения при Гангуте» (1915)[5].

Советские:
- орден Ленина
- орден Красного Знамени
- орден Трудового Красного Знамени
- медали[7]
- именное оружие
- заслуженный деятель науки и техники РСФСР (1944).

## Известные труды
- «Устройство и теория корабля» (1906).
- «Практика кораблестроения: Устройство, проектирование и ремонт современных военных и коммерческих судов» (1912).
- «Технология кораблестроения» (1934).
- «История военного кораблестроения» (1940).
- «Непотопляемость боевых надводных кораблей» (1941).
- «К истории военного кораблестроения» (1952).